# Floscopa gossweileri
Floscopa gossweileri là một loài thực vật có hoa trong họ Commelinaceae. Loài này được Cavaco mô tả khoa học đầu tiên năm 1958.